# 巨鹿之战
鉅鹿之戰是秦末民變中，项羽率领五万楚军（后期各诸侯军也参战），與秦将章邯、王离所率四十万秦军主力在鉅鹿郡（今河北省邢台市巨鹿縣）之一场重大决战。在各諸侯軍畏縮不進時，项羽破釜沉舟，率先猛攻秦军糧道，带动诸侯军一起最终全歼王离军，并于八个月后，迫使章邯所部之二十万秦军投降。經此一役，秦朝滅亡在即，项羽确立在各路义军中之领袖地位。

## 背景
西元前209年（秦二世元年）七月，即秦始皇帝死後一年，陳勝、吳廣起反於大澤中。秦國少府章邯編驪山刑徒成軍隊，鎮壓民變。
章邯率秦軍接連掃平反秦軍陳勝、吳廣、周章、田儋、魏咎、鄧說、伍逢、蔡賜，勢如破竹。秦二世二年九月，章邯定陶之戰再擊破楚軍主力並殺死楚武信君項梁，後率二十萬軍力北上，與北方二十萬王離軍南北合殲趙國，反秦軍此時已岌岌可危。

## 過程

### 秦圍鉅鹿
閏九月，章邯以爲楚兵不足憂，率秦軍北渡黃河，匯合自北方長城前來增援之王離軍一起攻打趙國，並大敗趙軍於邯鄲，隨後王離繼續包圍趙王歇於鉅鹿，章邯自己屯兵於南棘原，修築牆垣甬道，為圍城的王離秦軍輸送糧草輜重。趙國陳餘北收恆山兵，得數萬人，軍鉅鹿北。趙數請救於楚。
楚軍陣營分兵兩路，一支軍隊北往解趙國鉅鹿之圍，以宋義為上將軍，號稱「卿子冠軍」，項羽為次將。另一支軍隊沿河南進攻關中，以劉邦為主帥。楚後懷王許諾「先入定關中者，王之。」

### 項羽殺宋義
十月，齊將田都、燕將臧荼皆往救趙。宋義率領楚軍行至安陽（古地名，今山東曹縣東南或今安陽），就按兵不動，滯留四十六日。項羽急欲攻打秦軍，為陣亡的叔父項梁報仇雪恨，便催促宋義發兵，宋義不聽，反譏項羽有勇無謀，還下令軍中：「有猛如虎，狠如羊，貪如狼，強不可使者，皆斬之！」諷刺要殺死項羽。
宋義派遣其子宋襄到齊國當相邦，親身送行到無鹽（古縣名，今山東東平縣東），飲酒作樂。當時天氣寒冷，天降大雨，士卒飢寒不堪，項羽利用這一點激起了士兵對宋義之不滿。 
十一月，在宋義按兵不動之第四十七個早晨，項羽朝會宋義，即入其帳中，斬其頭示眾。項羽隨即向士卒宣布：「宋義與齊謀反楚，楚王陰令籍（項羽）誅之！」（宋義和齊國串通，意圖背叛楚國，楚後懷王密敕我殺宋義！）。諸將皆曰：「首立楚者，將軍家也；今將軍誅亂。」桓楚攜宋義父子首級報告楚後懷王，懷王只好任命項羽為上將軍，率兵救趙。

### 破釜沉舟
趙軍陳餘使五千人先試探秦軍，全軍覆沒。當時，齊師、燕師皆來救趙，趙軍張敖亦北收代兵，得萬餘人，皆壁陳餘旁，未敢擊秦。
秦軍兵力有王離軍二十萬與駐守糧道的章邯軍二十萬，楚軍只有五萬，兵力遠遠少於秦軍。仔細考察形勢後，項羽決定先派英布、蒲將軍率兩萬楚軍渡漳河，襲擊秦軍運糧甬道，獲得幾場小勝，令王離軍乏食，並使章邯軍疲於奔命，而能對王離軍各個擊破。十二月，項羽親率全軍渡河，並下令打破炊具(釜甑，甑用來蒸煮食物即現代的蒸籠；釜用來加熱食物，即現代的鍋，釜是用來代替鼎)，鑿沉舟船，每人只帶三日乾糧，餘者焚之，以示拚死一戰之決心。

### 以一當十
楚軍在項羽身先士卒激勵下士氣高漲，作戰十分勇猛，一舉擊破了秦軍勇將蘇角的軍團，迫使章邯軍潰退並撤走了對王離軍後背的支援。此時項羽馬不停蹄翻身再戰王離、涉間之長城軍團，九戰九捷。當時楚軍極其勇猛（《史記三家註·項羽本紀》記載：「楚戰士無不一以當十。」），而項羽又親自奮勇廝殺激勵士卒，「又羽兵呼聲動天地」（《s:前漢紀/高祖皇帝紀第一》），終使秦軍大敗。秦將蘇角陣亡，正月，王離被俘，涉間拒降自焚而死。

### 作壁上觀
項羽進攻秦軍之前，雖已有燕、齊、魏、代、遼等十幾路諸侯軍抵達鉅鹿前來救援，但都懾於秦軍威力，只是屯兵於外圍，不敢出戰。當楚軍進攻秦軍的時候，各路諸侯軍仍閉門不出，只是從營壘上觀望（《史記·項羽本紀》記載：「諸侯軍救鉅鹿下者十餘壁，莫敢縱兵。及楚擊秦，諸將皆從壁上觀。」），及至看到楚軍大破秦軍，各路諸侯軍無不膽寒，皆拜伏項羽。項羽由是始為諸侯上將軍，諸侯將皆屬項羽。
但在《史記三家註·張耳陳餘列傳》中，關於諸侯軍又有另一種說法：「項羽兵數絕章邯甬道，王離軍乏食，項羽悉引兵渡河，遂破章邯。章邯引兵解，諸侯軍乃敢擊圍鉅鹿秦軍，遂虜王離。涉間自殺。」按《張耳陳餘列傳》所敘述，則諸侯軍僅在項羽與章邯的甬道護軍作戰時作壁上觀，待項羽數次攻擊章邯糧道後，諸侯軍則參與了圍攻王離，俘王離、迫使涉間自殺，是楚軍和諸侯軍的共同戰果。
北宋司馬光在《資治通鑑》中，綜合了《史記》中《項羽本紀》和《張耳陳餘列傳》的說法，表述為：「項羽乃悉引兵渡河，皆沈船，破釜、甑，燒廬舍，持三日糧，以示士卒必死無一還心。於是至則圍王離，與秦軍遇，九戰，大破之，章邯引兵卻。諸侯兵乃敢進擊秦軍，遂殺蘇角，虜王離；涉間不降，自燒殺。」

### 章邯投降
前207年（秦二世三年）二月，諸侯聯軍以兵力絕對優勢再擊敗章邯的偏師，章邯軍退卻。四月，章邯派司馬欣向咸陽請求援兵，但趙高不允，並派人追殺司馬欣。五月，司馬欣回到軍營後告訴章邯，朝廷已被趙高控制，「將軍有功亦誅，無功亦誅。」六月，項羽楚軍大敗秦軍於三戶津和汙水。七月，章邯擔心趙高迫害，遂與司馬欣、董翳率秦軍約20萬眾於殷墟向項羽投降。

## 後續發展

### 滅秦
項羽於河北與王離及章邯戰鬥之時，劉邦於河南攻佔秦軍後方，八月自宛城攻破武關，十月秦王子嬰出降，劉邦進入咸陽，秦朝滅亡。

### 新安殺降
十一月，項羽率軍行至新安，擔心秦降軍生變，項羽乃召黥布、蒲將軍，計曰：「秦吏卒尚眾，其心不服，至關中不聽，事必危，不如擊殺之，而獨與章邯、長史欣、都尉翳入秦。」於是楚軍夜擊坑殺秦卒二十餘萬人於新安城南（今河南義馬二十里鋪一帶），但項羽沒有處死章邯、司馬欣及董翳。
「新安坑降」事件疑點甚多，史學界爭論很大；異說：項羽懼食糧不足又恥於求糧而殺之；然而此說法甚為可疑。1912年修築隴海鐵路時在當地發掘出大量人骨，現在該遺址被稱為「楚坑」。

## 後世評論
漢文帝對馮唐說，曾聞趙將李齊之賢，戰於鉅鹿下，每食飯皆思念之也。馮唐回答，李齊尚不如廉頗、李牧之為將，馮祖父曾為李牧麾下，馮父故為李齊麾下，知其為人也。
明人茅坤評鉅鹿之戰：「項羽最得意之戰，太史公最得意之文。」
清人鄭板橋有《鉅鹿行》（鉅鹿之戰）詩：“懷王入關自聾瞽，楚人太拙秦人虎，殺人八萬取漢中，江邊鬼哭酸風雨。項羽提戈來救趙，暴雷驚電連天掃。臣報君仇子報父，殺盡秦兵如殺草。快戰氣盛聲喧呼，諸侯壁上驚魂逋。項王何必為天子，只此快戰千古無。千奸萬黠藏凶戾，曹丕（一說曹操）朱溫皆稱帝。何似英雄駿馬與美人，烏江過者皆流涕。”

## 腳注
1. ↑  秦攻趙
2. ↑  章邯投降
3. 1 2  《s:前漢紀/高祖皇帝紀第一》：宋義與項羽將五萬距秦三將。當王離與羽大戰時，精兵四十萬衆，并章邯軍故也。
4. ↑  《s:漢書/卷031#項籍》：羽將諸侯兵三十餘萬，行略地至河南，遂西到新安。
5. ↑  通鑑：餘乃使黶、澤將五千人先嘗秦軍，至，皆沒。
6. ↑  《史记》卷四十八，“秦令少府章邯免酈山徒、人奴產子生，悉發以擊楚大軍，盡敗之。”
7. ↑  《史记》卷七，“陈婴为楚上柱国，封五县，与怀王都盱台。项梁自号为武信君。”
8. ↑  諱漢文帝劉恆改常山
9. 1 2  史記·張耳陳餘列傳
10. ↑  《史記‧高祖本紀》
11. ↑  張耳之子
12. ↑  司馬遷. . . 項羽乃悉引兵渡河，皆沉船，破釜甑，燒廬舍，持三日糧，以示士卒必死，無一還心。
13. 1 2  史記·秦楚之際月表
14. ↑  史記·秦始皇本紀
15. ↑  《史記·項羽本紀》
16. ↑  . news.cctv.com.   [2020-02-12]. （原始内容存档于2021-03-11）.
17. ↑  義馬 （页面存档备份，存于）, 新华网
18. ↑  .   [2010-11-02]. （原始内容存档于2021-02-11）.
19. ↑  s:史記三家註/卷102#馮唐

## 參看條目
- 世界戰爭列表
- 项羽